# Dubňany
Dubňany (in tedesco Dubnian) è una città della Repubblica Ceca facente parte del distretto di Hodonín, in Moravia Meridionale.